# Мон-д’Ор
Мон-д’Ор (фр. Mont d'Or); во Франции также называется Вашрен-дю-О-Ду (фр. Vacherin du Haut-Doubs); в Швейцарии — Вашрен-Мон-д’Ор (фр. Vacherin Mont-d’Or) — мягкий сыр из коровьего молока. Производится во Франции и в Швейцарии.

## История
В 1981 году Мон-д’Ор получил сертификат AOC во Франции, а в 2003 году — в Швейцарии.

## Изготовление
Мон-д’Ор производят между 15 августа и 15 марта, а в магазинах продают с 10 сентября по 10 мая. Швейцарский сыр делают, как правило, из пастеризованного молока, а французский из непастеризованного.
Для производства одного фунта сыра необходимо 7 литров молока. В молоко добавляют сычужную закваску, сливают сыворотку, после чего сырную массу слегка прессуют, придают форму и обматывают еловой корой, которая не только сохраняет сыру форму, но и придаёт ему тонкий и приятный аромат. Сыр созревает в подвале при температуре 15° С, где его периодически поворачивают и протирают рассолом.

## Различия между французским и швейцарским сыром
|                                   | Франция                                | Швейцария                              |
| --------------------------------- | -------------------------------------- | -------------------------------------- |
| Название                          | Мон-д’Ор или Вашрен-дю-О-Ду            | Вашрен-Мон-д’Ор                        |
| Молоко                            | сырое                                  | пастеризованое                         |
| Цвет мякоти                       | белый оттенок слоновой кости           | жёлтый оттенок слоновой кости          |
| Цвет корочки                      | от жёлтого до светло-коричневого       | от янтарного до красновато-коричневого |
| Порода коров                      | французские montbéliarde или simmental | не указано                             |
| Высота производства молока и сыра | 700 м                                  | не указано                             |
| Время производства                | 15 августа — 15 марта                  | 15 августа — 31 марта                  |
| Время продажи                     | 10 сентября — 10 мая                   | сентябрь — апрель                      |
| Созревание                        | не менее 21 дня                        | от 17 до 25 дней                       |
| Вес (включая коробку)             | 480 г — 3,2 кг                         | 260 г — 3 кг                           |

## Описание

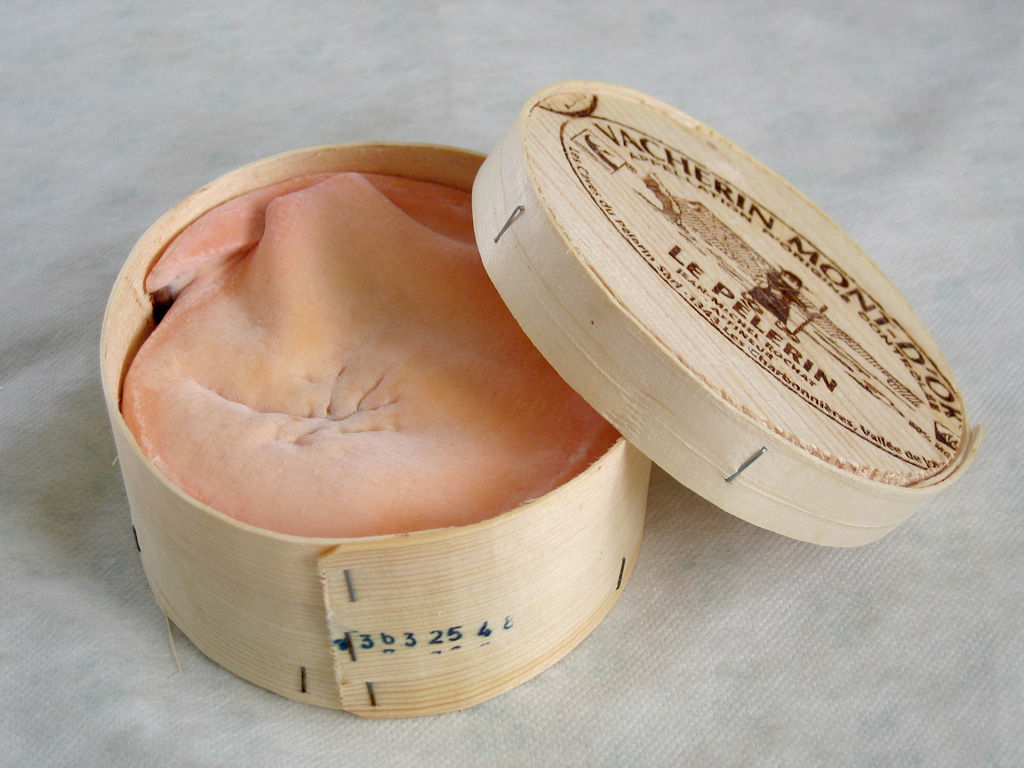
Швейцарский Вашрен-Мон-д’Ор

Мон-д’Ор продаётся в круглых коробках разного диаметра, сделанных из ели, в которых он продолжает созревать. Головка сыра имеет плоскую круглую форму, перетянута обручем из еловой коры и бывает двух типов: маленькая — диаметром 12-15 см, высотой 4-5 см и весом 0,5-1 кг, большая — диаметром до 30 см и весом 1,8-3 кг. Головка покрыта влажной корочкой золотистого или красноватого цвета, на которой отпечаталась ткань. Слегка кисловатая мякоть цвета слоновой кости очень мягкая, почти текучая. Жирность — 45 %. У сыра приятный сливочный вкус, отдающий хвоей и шампиньонами.
Мон-д’Ор подают с отварным картофелем и намазывают на белый хлеб. Из него также делают фондю. Лучше всего он сочетается с молодым красным вином Beaujolais Nouveau и белым сухим Jurançon.